# Colégio Israelita Brasileiro
O Colégio Israelita Brasileiro é uma escola particular localizada em Porto Alegre, Rio Grande do Sul, Brasil. Fundado em 4 de junho de 1922 por imigrantes judeus do leste europeu, é uma das instituições judaicas de ensino mais antigas do país.

## História
A escola iniciou suas atividades no bairro Bom Fim, em uma casa na Rua Oswaldo Aranha. Em 1924, transferiu-se para a sede do Centro Israelita Porto-Alegrense, na Rua Henrique Dias, oferecendo ensino primário pela manhã e aulas de iídiche e hebraico à tarde.
Com o crescimento da comunidade judaica e da demanda por ensino, a escola mudou-se em 1938 para a Avenida Osvaldo Aranha. A sede atual, na Avenida Protásio Alves, foi inaugurada em 29 de abril de 1956.

## Proposta pedagógica
Conforme plano pedagógico da instituição, o colégio oferece educação da Educação Infantil ao Ensino Médio, com currículo que integra valores da tradição judaica e competências contemporâneas. O ensino é bilíngue, com disciplinas em português e inglês, além de aulas de hebraico.

## Reconhecimento
Em 2011, o Colégio Israelita Brasileiro recebeu o Prêmio Inovação em Educação – categoria Gestão Pedagógica – Educação Básica, concedido pelo Sindicato do Ensino Privado do Rio Grande do Sul (SINEPE/RS).

## Centenário
Em 2022, a instituição celebrou seu centenário com uma série de atividades culturais e comemorativas, incluindo o espetáculo “Israelita 100 anos: vem que vou te contar”, com a participação de cerca de 600 pessoas entre alunos, ex-alunos, professores e familiares.

## Ex-alunos notáveis
Entre as personalidades que estudaram ou estiveram ligadas à instituição, destacam-se:
- Moacyr Scliar – escritor e médico;
- Nico Nicolaiewsky – músico e ator;
- Nelson Sirotsky – empresário e ex-presidente do Grupo RBS.